# Dorota Laskowska
Dorota Laskowska (ur. 1961, zm. 2 lipca 2021) – polska piłkarka ręczna.
Była zawodniczką klubu GKS Piotrcovia, która w 1987 weszła do najwyższej klasy rozgrywkowej. Jako kapitan drużyny wywalczyła wraz z nią brązowy medal mistrzostw Polski w 1989 (pierwszy w historii klubu). 
Zmarła 2 lipca 2021 w wieku 60 lat. 